# Positano
Positano este o comună din provincia Salerno, regiunea Campania, Italia, cu o populație de 3.747 locuitori (1 ianuarie 2023) și o suprafață de 8,65 km².

## Insulele Sirenelor Li Galli

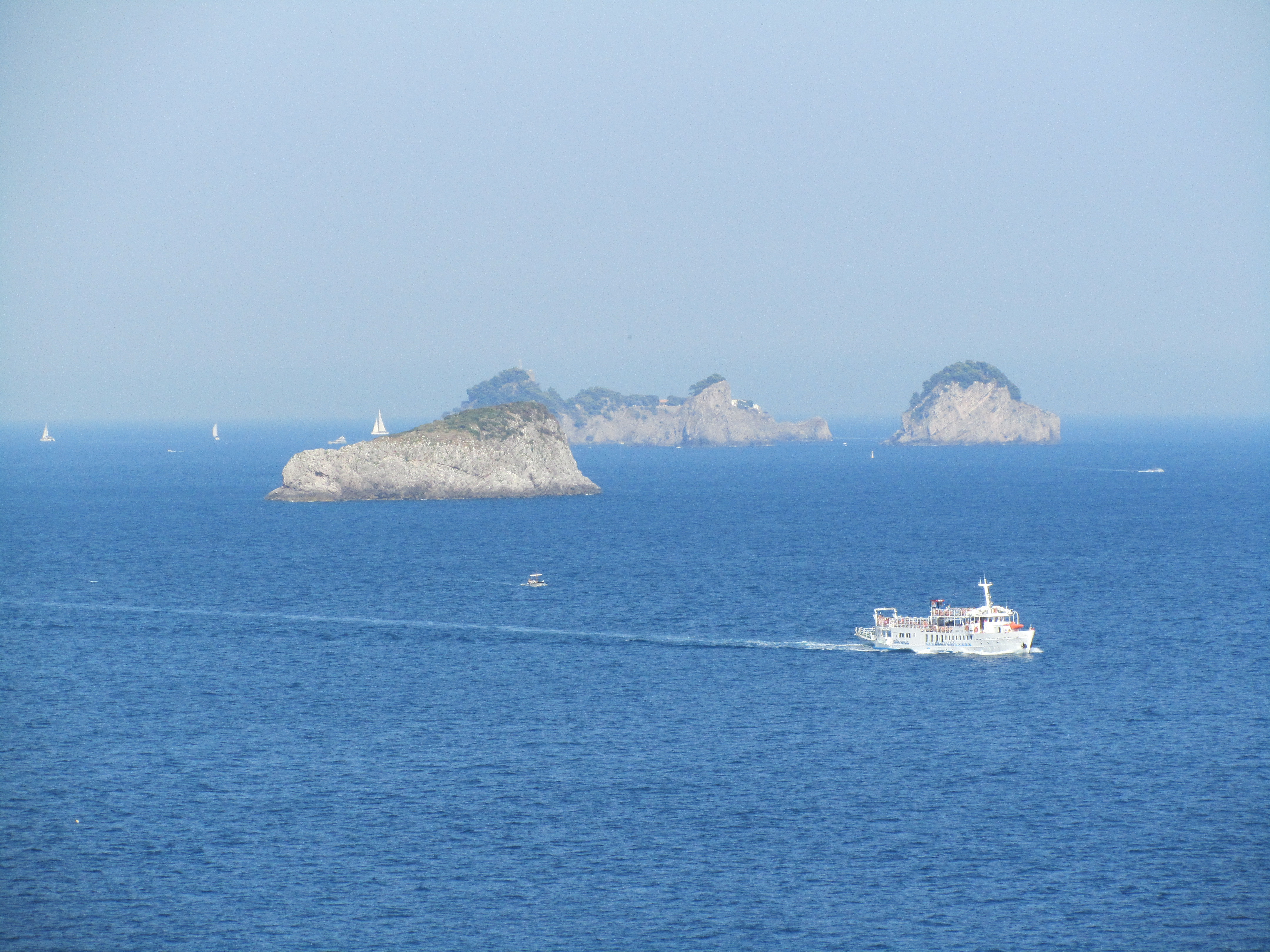
Insulele Sirenelor

Aparțin administrativ de comuna Positano. Numele celor 3 insule: Gallo Lungo, La Rotonda și Castelluccio.
Aici ar fi avut loc cunoscuta scenă din „Odiseea“ de Homer, în care Odiseu (Ulise) rezistă ademenitoarelor, dar periculoaselor, chemări ale sirenelor, corabia lui scăpând nevătămată, el putând apoi să-și urmeze cursul maritim spre casă.

## Demografie
Positano - evoluția demografică

|  | Graficele sunt indisponibile din cauza unor probleme tehnice. Mai multe informații se găsesc la Phabricator și la wiki-ul MediaWiki. |

Date: Recensăminte sau birourile de statistică - grafică realizată de Wikipedia

## Galerie de imagini

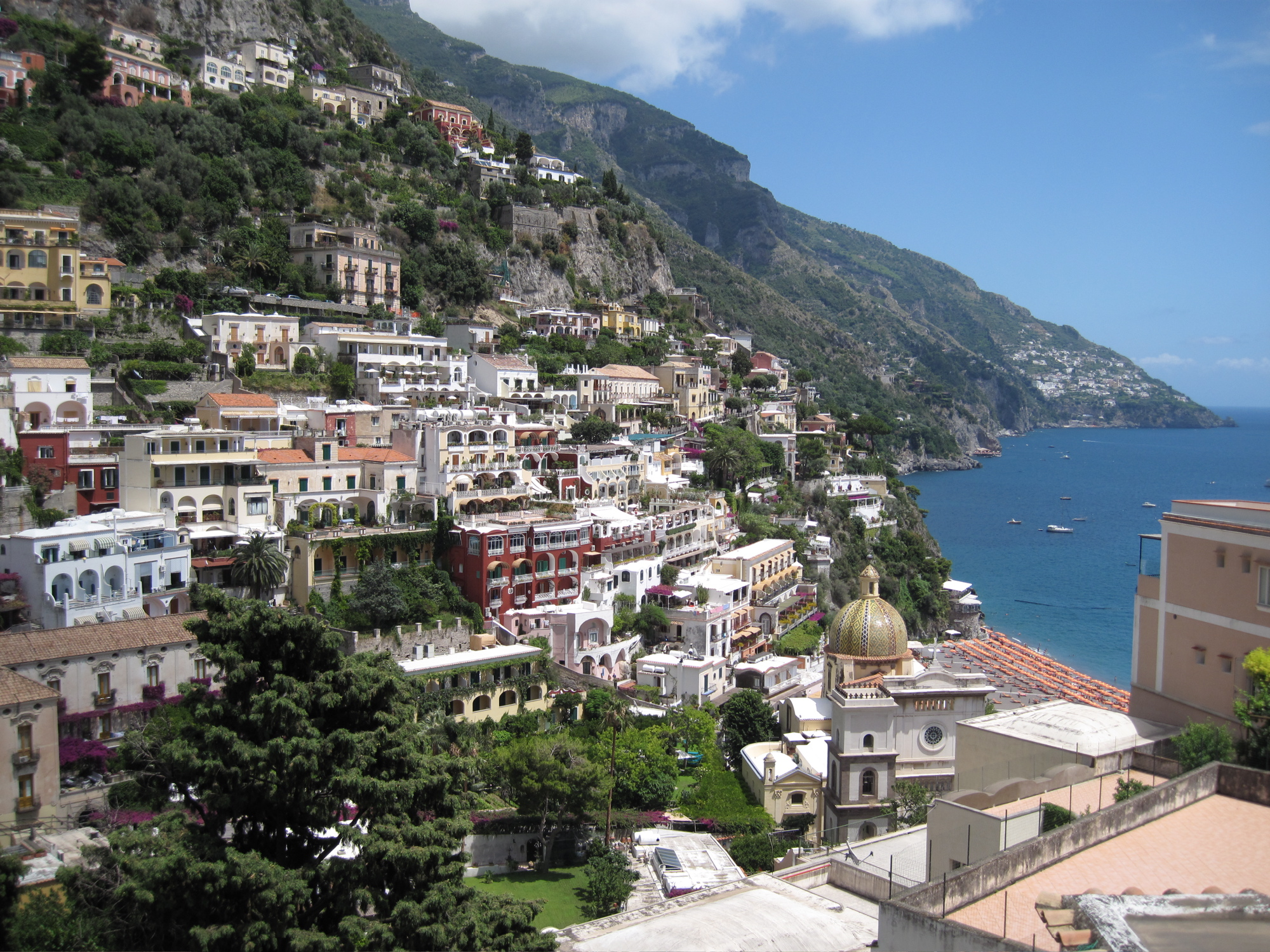
Positano de pe Coasta Amalfitană
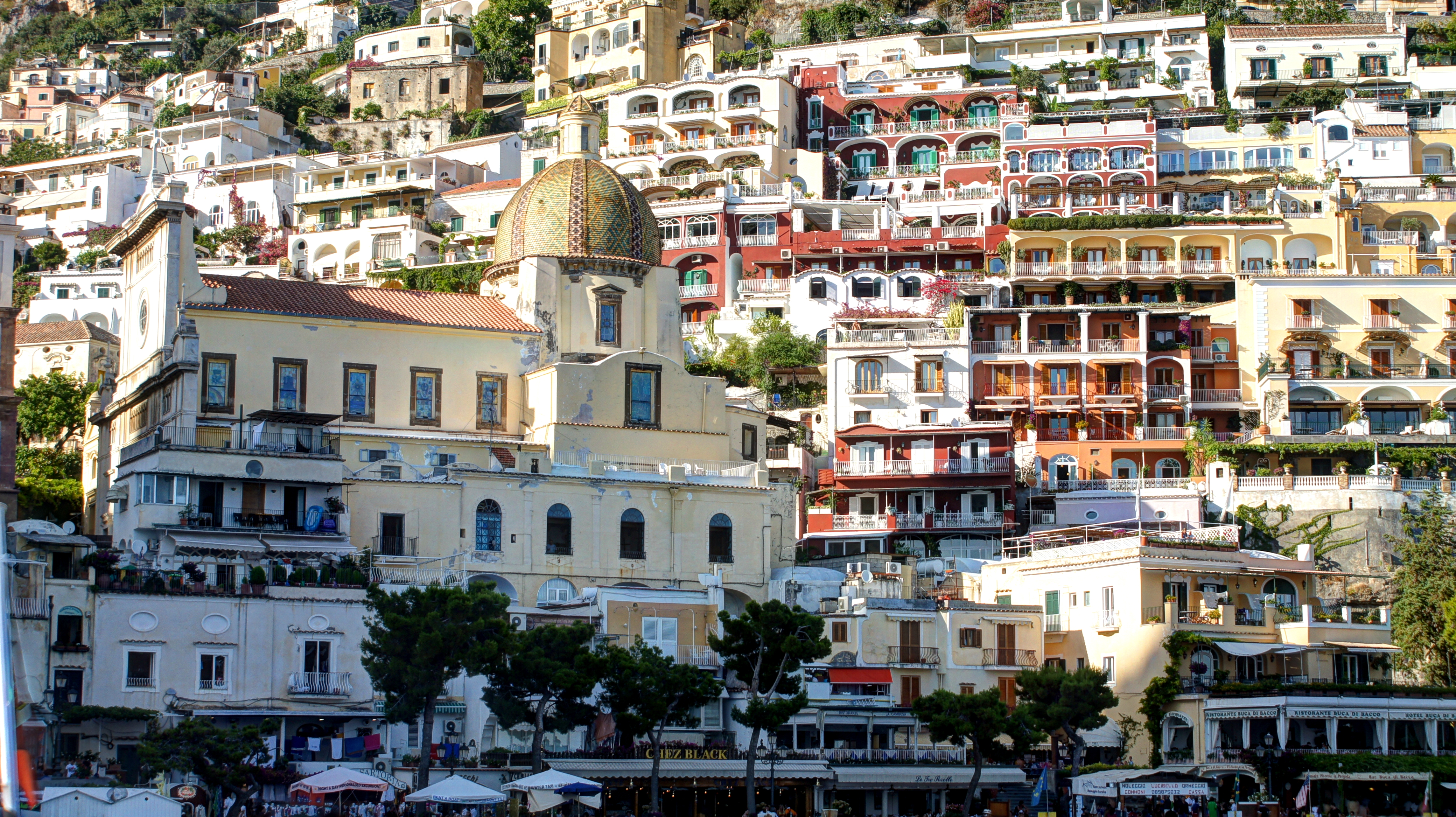
Positano